# Europakammer
Die Europakammer kann vom deutschen Bundesrat gebildet werden, um besonders eilige oder vertrauliche Angelegenheiten der Europäischen Union zu behandeln, bei denen der Bundesrat ein Mitbestimmungsrecht hat. Die Europakammer besteht aus Bundesratsmitgliedern jedes Bundeslands. Die Besonderheit der Europakammer ist, dass sie verbindliche Beschlüsse anstelle des Bundesrates treffen kann. Im Grundgesetz ist die Bildung einer Europakammer unter Art. 52 Absatz 3a geregelt. Sie ist eine allgemeine Maßnahme zur Verbesserung der europapolitischen Handlungsfähigkeit der Bundesrepublik Deutschland.

## Hintergrund
Der deutsche Bundesrat ist gesetzlich verpflichtet, in Angelegenheiten der Europäischen Union (EU) mitzuarbeiten (Art. 23 Abs. 2 Satz 1, Abs. 4–6 sowie Art. 50). Das „Gesetz über die Zusammenarbeit von Bund und Ländern in Angelegenheiten der Europäischen Union“ (EUZBLG) erging am 12. März 1993, ergänzt durch eine Bund-Länder-Vereinbarung vom 29. Oktober 1993. Wie diese Mitarbeit organisiert wird, obliegt der eigenen Entscheidung der jeweiligen Partnerländer. Das Plenum des Bundesrates ist im Ernstfall zu schwerfällig für diese Aufgaben und Zeitvorgaben. Um für Angelegenheiten der EU nicht alle Bundesratsmitglieder ständig zu involvieren, werden unter bestimmten Bedingungen die Aufgaben von der Europakammer übernommen.

## Gründung
Die Bundesregierung schlug 1988 die Einrichtung der Europakammer vor, wegen des Gesetzes zur Einheitlichen Europäischen Akte. Die Europakammer wurde im Juni 1988 als „EG-Kammer“ (EG= Europäische Gemeinschaft) durch den Bundesrat eingerichtet. Damit sollte flexibler auf die Vorlagen der Europäischen Union eingegangen werden können.
Geregelt war die Europakammer zunächst nur in der Geschäftsordnung des Bundesrates, was an dieser Stelle jedoch rechtliche Bedenken hervorrief. Um verfassungsrechtliche Zweifel auszuräumen, wurde ab 1990 überparteilich diskutiert, diese im Grundgesetz zu verankern. Am 21. Dezember 1992 wurde in das Grundgesetz der neue Art. 23 eingefügt, der die Mitbestimmungsrechte von Bundestag und -rat festlegte. Gleichzeitig wurde der Absatz 3a in Art. 52 hinzugefügt, wonach Beschlüsse der Europakammer als „Beschlüsse des Bundesrates gelten“, was den Bedenken entgegenwirkte.

## Aufgaben
Die Aufgaben der Europakammer ergeben sich aus der Rolle Deutschlands bei der Entwicklung der Europäischen Union, nach Art. 23 Grundgesetz. Die Bundesratspräsidentin oder der Bundesratspräsident weist der Europakammer Themen zu. Selbst wenn der Europakammer ein Thema zugewiesen worden ist, können andere Gremien, wie z. B. der Bundesrat, trotzdem noch einen Beschluss fassen.

## Öffentlichkeit
Die Europakammer verhandelt im Allgemeinen öffentlich. Die Öffentlichkeit kann ausgeschlossen werden. An den Verhandlungen der Europakammer können auch Mitglieder der Bundes- und Landesregierungen teilnehmen. Regelmäßig nehmen die Ministerpräsidenten der Länder an den Sitzungen teil.

## Eilfall und Vertraulichkeit
Die Europakammer kann Beschlüsse in eiligen Fällen oder in besonders vertraulichen Fällen fassen. Wann ein Eilfall vorliegt oder einer, in dem die Vertraulichkeit zu wahren ist, wird in der Geschäftsordnung des Bundesrates unter „§ 45d Zuständigkeit der Europakammer“ definiert. Ein Eilfall liegt vor, wenn eine Angelegenheit der EU keinen Aufschub bis zur nächsten Sitzung des Bundesrates duldet. Dass in einem Fall die Vertraulichkeit zu wahren ist, kann entweder schon von der EU vorgegeben, von der Bundesregierung für erforderlich gehalten oder von einem Ausschuss des Bundesrates beziehungsweise von einem Bundesland angeregt werden.
Wenn ein Zusammentreten erforderlich ist, beruft die vorsitzende Person die Europakammer ein. Jedes Bundesland kann die Einberufung verlangen. Die Einberufungsfrist beträgt eine Woche, in Eilfällen kann sie verkürzt werden.

## Stimmen
Es können im Gegensatz zur früheren EG-Kammer nur ordentliche oder stellvertretende Mitglieder des Bundesrates in die Europakammer entsandt werden, keine beauftragten Personen. Jedes Bundesland ist mit mindestens einem Mitglied vertreten, höchstens mit der Gesamtzahl seiner Bundesrats-Mitglieder. Im Jahr 2006 wurde in die Verfassung aufgenommen, dass die Stimmen der Bundesländer einheitlich abzugeben sind. Die Stimmenverhältnisse pro Bundesland stehen nicht im Zusammenhang mit der Anzahl der entsandten Mitglieder; sie entsprechen denen des Plenums. Das bedeutet, dass die Anzahl der Stimmen der Bundesländer sich nach der abgestuften Proportionalität des Art. 51 Abs. 2 bestimmt.
Die Namen der zuständigen Mitglieder der Europakammer werden der Bundesratspräsidentin oder dem Bundesratspräsidenten schriftlich mitgeteilt und in der Europakammer bekannt gegeben.

## Beschlüsse
Die Besonderheit der Europakammer ist ihre Beschlussbefugnis, die sie von Ausschüssen unterscheidet. Diese liegt im Eilfall oder wenn Vertraulichkeit erforderlich ist vor. Im Gegensatz zu Ausschüssen fasst die Europakammer selbst verbindliche Beschlüsse anstelle des Bundesrats und ist damit plenarersetzend. Im Vergleich dazu kann der Ausschuss für die Angelegenheiten der Europäischen Union des Bundestags nach Art. 45 im Grundgesetz Beschlüsse lediglich vorbereiten.
Beschlüsse mit Begründungen werden veröffentlicht, soweit die Kammer dies nicht anders beschließt.
Ist eine mündliche Beratung nicht erforderlich, kann durch den Vorsitz ein schriftliches Umfrageverfahren angestoßen werden, um Beschlüsse zu fassen. Dieses Verfahren kombiniert Stellungnahme und Abstimmung. Abstimmen können auch hier nur Mitglieder und stellvertretende Mitglieder des Bundesrats. Gegen das Verfahren kann durch ein Bundesland Einspruch eingelegt werden, woraufhin dies auf einer Sitzung entschieden werden muss. Ist eine Sitzung nicht beschlussfähig, wird ein Umfrageverfahren durch den Vorsitz eingeleitet, ohne dass dagegen widersprochen werden kann.
Das Umfrageverfahren war bereits in der EG-Kammer möglich, wurde mit dem Zustimmungsgesetz zum Vertrag von Maastricht ausgesetzt und mit einer Änderung des Art. 52 Abs. 3a im Jahr 2006 wieder eingeführt.

## Bewertung
In den ersten anderthalb Jahren tagte die Europakammer ein Mal. Weitere Sitzungen konnten nicht stattfinden, weil die Beschlussfähigkeit in der Kürze der Zeit nicht herbeigeführt werden konnte. In den zehn Jahren nach ihrer Gründung musste die Europakammer selten in Aktion treten. Dennoch hat sie sich aus Sicht des Bundesrates bewährt, weil sie das Gewicht europäischer Politik in der deutschen Regierung erhöht hat. Angesichts von Terminproblemen der Mitglieder sei eine Entscheidung praktisch nicht zustande zu bringen, lautet die Kritik. Im Jahr 1998 urteilte Fachliteratur, dass sich die Europakammer damit als „Totgeburt“ erweise. Bis 2011, über 20 Jahre nach der Gründung, hat die Europakammer nur drei Mal getagt. Der EU-Ausschuss hingegen habe sich zu der Institution entwickelt, in der die europapolitische Kooperation mit dem Bund vorbereitet werde. Bei zwischen den Ländern erforderlichen Absprachen wird auf Strukturen in Fachministerkonferenzen zurückgegriffen.